# Robert Loggia
Salvatore Loggia, (3. ledna 1930, Staten Island ,New York, New York, USA – 4. prosince 2015, Los Angeles, Kalifornie) známý jako Robert Loggia, byl americký herec a režisér, potomek italských přistěhovalců ze Sicílie.

## Kariéra

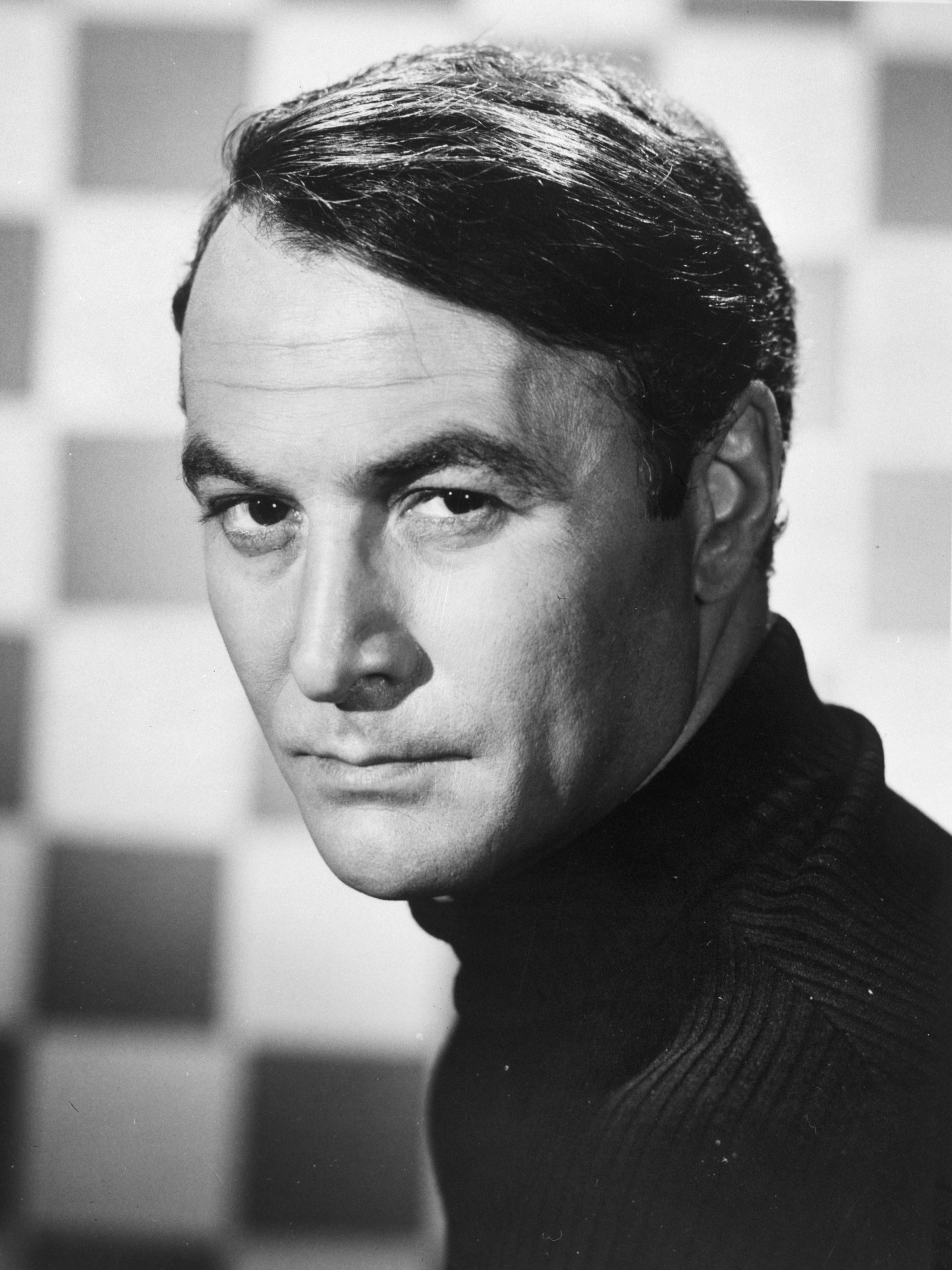
Robert Loggia v roce 1966

Ve filmech ztvárňoval role narkobaronů a gangsterů. V roce 1985 byl nominován na cenu Oscara za nejlepší mužský herecký výkon ve vedlejší roli ve filmu Zubaté ostří. Ve filmu Velký hrál po boku Toma Hankse šéfa továrny na výrobu hraček. Ve filmu Zjizvená tvář hrál narkobarona a ve filmu Čest rodiny Prizziů sicilského gangstera. Objevil se také ve filmu Den nezávislosti v roli amerického generála a ve filmu Lost Highway od Davida Lynche.